# Предустановленное программное обеспечение
Предустановленное ПО (англ. pre-installed software) — лицензионное программное обеспечение, купленное производителем укомплектованного оборудования (OEM) и уже установленное на компьютер (также известное как программное обеспечение в комплекте или crapware).

## Программное обеспечение в комплекте
Программное обеспечение в комплекте — другое название предварительно установленного программного обеспечения, как предустановленное и связанное с каким-либо устройством. Такое программное обеспечение может включать в единый комплект несколько связанных компьютерных программ. Например, Blizzard Entertainment продаёт программное обеспечение «Battle Chests», в котором все выпуски таких игр, как Diablo II, StarCraft и серия Warcraft собраны в одном пакете. Предустановленное программное обеспечение может также включать видеоигры с более старыми названиями, перепродаваемыми, чтобы увеличить прибыль или истощить[стиль] остатки материально-технических ресурсов.

## Преимущества
Покупать аппаратное и программное обеспечения вместе экономически выгодно, так как возможны дополнительные скидки при оптовых заказах.
Предварительная установка обеспечивает удобное решение «под ключ», когда пользователь не должен волноваться об установке различного часто используемого программного обеспечения, такого, как операционная система или текстовые редакторы.

## Недостатки
Использование предварительно установленного программного обеспечения обычно связано с одной или несколькими проблемами. В частности, оно:
- Обычно лицензируется для использования только на том компьютере, на котором оно было установлено, и не применимо на других компьютерах (Привязано к «железу».)[1].
- Часто ограничено функционально или по времени использования, чтобы заставить пользователя покупать «полную» версию.
- Часто распространяется без носителя, с помощью которого пользователь может переустановить его.
- Иногда меняет браузер по умолчанию, параметры или настройки системы, таким образом, чтобы пользователь видел предназначенные ему определённые рекламные объявления; или может содержать иную функциональность, которую пользователь мог бы отнести к вредоносному программному обеспечению.
- Часто использует системные ресурсы, даже если приложение не используется пользователем, что оказывает негативное влияние на скорость отклика системы, время запуска и долговечность.
- Иногда с трудом удаляется (или вообще не удаляется) через стандартные средства, предоставляемые операционной системой.

### «Craplets»
Часто новые ПК продаются с предварительно установленным программным обеспечением, за установку которого производителю заплатили, но которое имеет сомнительную пользу для покупателя. Такое нежелательное предварительно установленное программное обеспечение и рекламные объявления уничижительно называют «craplets» и crapware (составное слово от crap и software, первое означает «хлам»). В январе 2007 неназванный исполнительный представитель Microsoft выразил беспокойство, что запуску Windows Vista могут навредить плохо разработанные, незасвидетельствованные сторонние приложения, установленные поставщиками — «Мы называем их craplets». Он утверждал, что антимонопольное дело против Microsoft препятствовало тому, чтобы компания остановила предварительную установку программ OEM. Вальтер Моссберг, технологический обозреватель Wall Street Journal, осудил «craplets» в двух колонках, опубликованных в апреле 2007, и предложил несколько возможных стратегий их удаления. Согласно сообщению интернет-издания Ars Technica, большинство craplets установлено предварительно (OEM), которое получает оплату от авторов программного обеспечения. На Международной потребительской выставке электроники 2007 года фирма Dell защищала эту практику, утверждая, что это понижает затраты, подразумевая также, что системы могли бы стоить значительно дороже для конечного пользователя, если бы эти программы не были предварительно установлены. Некоторые поставщики систем и ретейлеры предлагали, за дополнительную оплату, удалять нежелательное предварительно установленное программное обеспечение из недавно купленного компьютера; ретейлеры, в частности, далее будут рекламировать эту службу как «улучшение производительности». В 2008 Sony Corporation объявила о плане взимать с конечных пользователей 50$ US за данную службу; впоследствии, после того, как пользователи начали выражать возмущение, Sony решила отказаться брать оплату за эту услугу и предложила её бесплатно.
У этих дополнительных программ часто есть характеристики bloatware или shovelware.

## В России
В апреле 2021 года в РФ был принят закон об обязательной предустановке российских программ, отбором которых занимается Минцифры, на реализуемые в стране компьютеры, смартфоны, телевизоры. За его нарушение предусмотрен денежный штраф в 200 тысяч рублей. Это, по утверждению правительства, должно было стимулировать спрос на отечественное ПО и установить справедливые условия конкуренции с иностранными производителями. Huawei и Xiaomi, Samsung сообщили о своей готовности выполнять установленные нормы. Американская Apple отказалась, но позже в устройства, производимые компанией, была встроена функция выбора приложений, которые можно было загрузить при запуске гаджета.
В августе 2023 года правительство РФ сообщило о запрете с 1 января 2024 года продавать производителям компьютерную технику, телевизоры, смартфоны без предустановленных на них 40 приложений. Среди них: «Дзен», «Одноклассники», OK Live, платежная система Mir Pay, «Госуслуги», VK Video, голосовой помощник VK «Маруся», приложения «Первого канала», НТВ и «Смотрим» (ВГТРК).